# 2010 في الهند
فيما يلي قوائم الأحداث التي وقعت خلال عام 2010 في الهند.

## أحداث
- 3 أكتوبر – دورة ألعاب الكومنولث 2010
- 22 مايو – طيران الهند إكسبريس الرحلة 812

## أفلام
من الأفلام التي صدرت هذه السنة في الهند:
- 1 يناير – 3 بلهاء من إخراج راجكومار هيراني.
- 1 يناير – أنجانا أنجاني من إخراج سيدهارث أناند.
- 1 يناير – اسمي خان من إخراج كاران جوهر.
- 1 يناير – تيس مار خان من إخراج فرح خان.
- 1 يناير – روبوت من إخراج إس. شانكار.
- 1 يناير – سنجتمع سنلتقي من إخراج ساتيش كاوشيك.
- 1 يناير – سينغام من إخراج هاري.
- 1 يناير – شركة النصابين من إخراج بارميت سيثي.
- 1 يناير – غوزاريش من إخراج سانجاي ليلا بهنسالي.
- 1 يناير – كايتس من إخراج أنوراغ باسو.
- 1 يناير – مدرسة
- 1 يناير – نيلافو من إخراج Ajith Nair ‏.
- 8 يناير – حب مستحيل! من إخراج جوجال هانسراج.
- 15 يناير – فرصة رقص من إخراج كين غوش.
- 29 يناير – إشقيا من إخراج Abhishek Chaubey [الإنجليزية]‏.

## برامج ومسلسلات وأنمي
- غيت
- باليكا فادهو

## موسيقى

### أغاني
من الأغاني التي صدرت هذه السنة في الهند:
- 14 نوفمبر – شيلا كي جواني من غناء سندهي شاوهان.

## وفيات

### يناير
- 12 يناير – برافين شوداري (مواليد 1937) فيزيائي من الولايات المتحدة الأمريكية.
- 17 يناير – جيوتي باسو (مواليد 1914) سياسي هندي.

### مايو
- 15 مايو – بايرون سينغ شيخاوات (مواليد 1923) سياسي هندي.
- 15 مايو – جون شيفرد بارون (مواليد 1925)